# Новогеоргиевский (Михнёвское сельское поселение)
Новогеоргиевский — посёлок в составе Михнёвского сельского поселения Болховского района Орловской области. Население 1 человек (к 2018 г.).

## География
Деревня расположена в центральной части Среднерусской возвышенности в лесостепной зоне, на севере области, у р. Нугрь.
В 4 км — административный центр поселения посёлок Щербовский, в 13 км — административный центр района город Болхов
Климат
близок к умеренно-холодному, количество осадков является значительным, с осадками в засушливый месяц. Среднегодовая норма осадков — 627 мм. Среднегодовая температура воздуха в Болховском районе — 5,1 °C.

## Население
5 (2002).
По данным администрации Михнёвского сельского поселения, опубликованным в 2017—2018 гг., в посёлке проживал 1 житель
Национальный состав
Согласно результатам переписи 2002 года, все жители - русские

## Инфраструктура
Было развито сельское хозяйство.